# Kevin Harvick
Kevin Michael Harvick (Bakersfield, 8 dicembre 1975) è un pilota automobilistico statunitense, vincitore della NASCAR Sprint Cup Series 2014.
Gareggia a tempo pieno nella NASCAR Cup Series, guidando la Ford Mustang n. 4 per la Stewart-Haas Racing.

## Biografia
Ha cominciato la sua carriera in Nascar nel 1995 nella Craftsman Truck Series dove ha corso fino al 1999. Nel 2000 corre nella Nascar Busch Series con il Richard Childress Racing dove vince il campionato nel 2001 e nel 2006. Nel 2001 (correndo anche in Busch Series) si trasferisce nella Sprint Cup Series, sempre con lo stesso team con cui corre fino al 2013. Nel 2014 passa alla Stewart-Haas Racing e vince il campionato all'ultima gara. Nel 2007 ha vinto la Daytona 500.

### Kevin Harvick Incorporated
Nel 2002 crea, assieme alla moglie DeLana, il Kevin Harvick Incorporated, attivo nella Nationwide Series e nella Camping World Truck Series. Il team chiude nel 2011

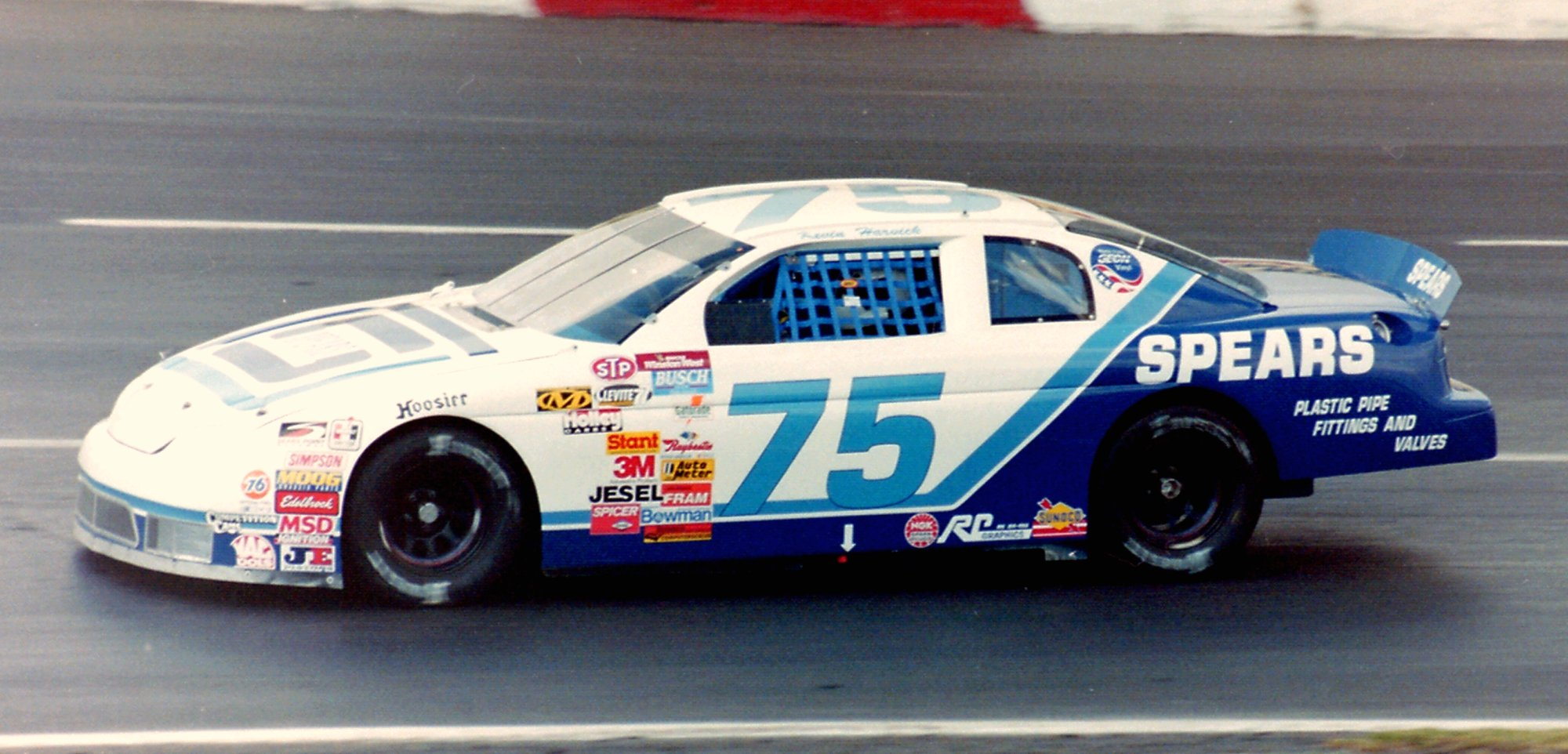
Harvick nel 1997
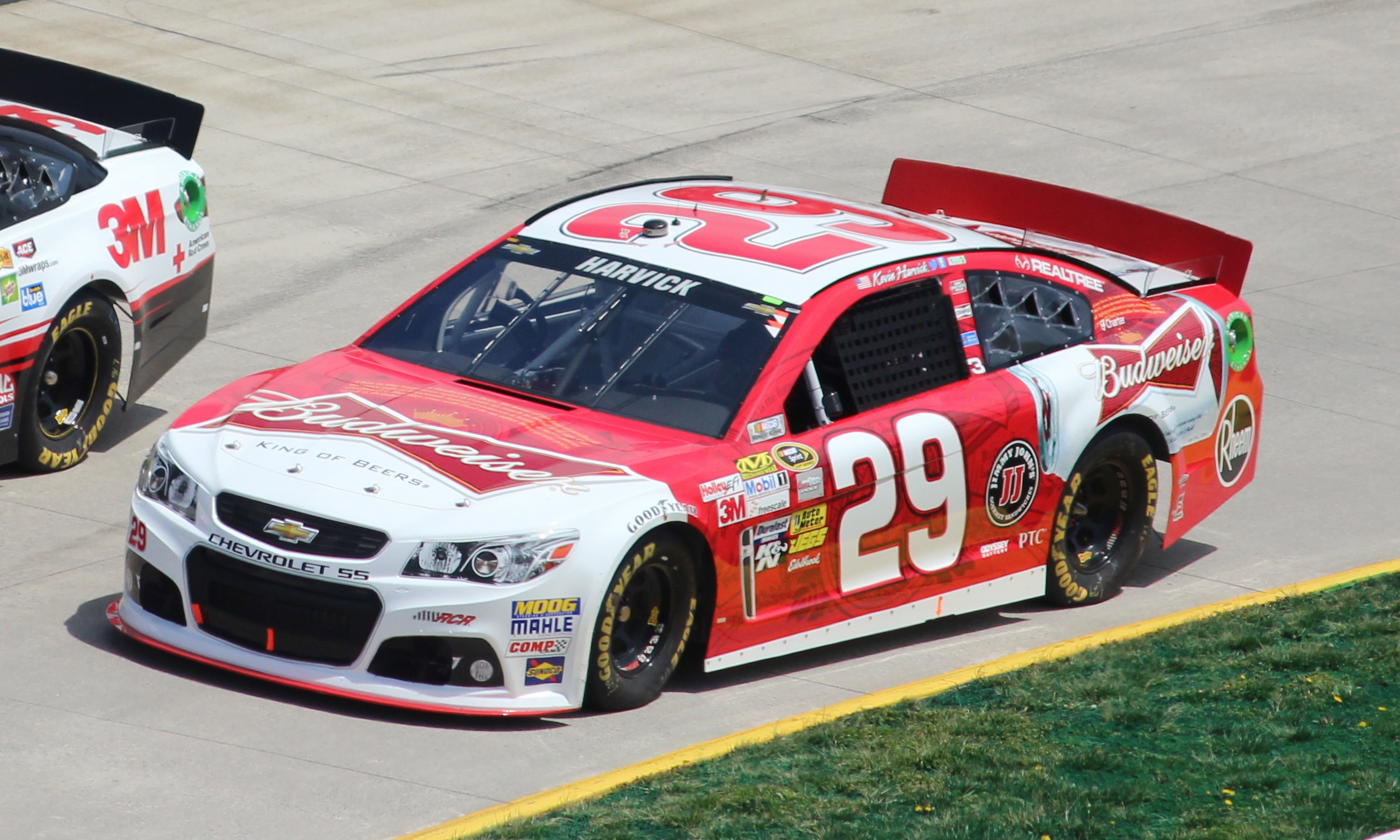
Kevin Harvick a Martinsville
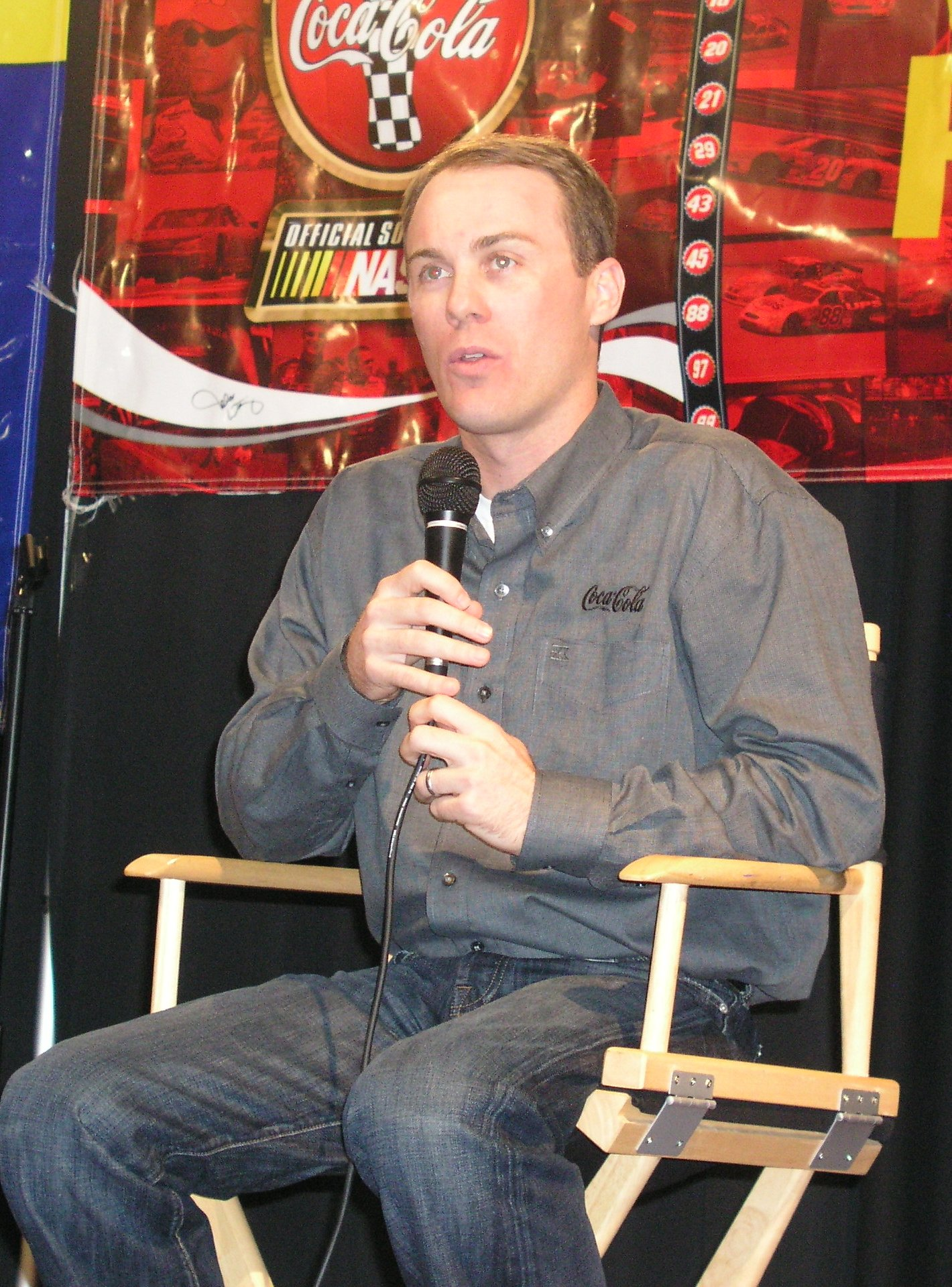

## Risultati

### Daytona 500
| Anno | Team                     | Costruttore | Iniziato | Finito |
| ---- | ------------------------ | ----------- | -------- | ------ |
| 2002 | Richard Childress Racing | Chevrolet   | 2        | 36     |
| 2003 | Richard Childress Racing | Chevrolet   | 31       | 4      |
| 2004 | Richard Childress Racing | Chevrolet   | 10       | 4      |
| 2005 | Richard Childress Racing | Chevrolet   | 30       | 28     |
| 2006 | Richard Childress Racing | Chevrolet   | 28       | 14     |
| 2007 | Richard Childress Racing | Chevrolet   | 34       | 1      |
| 2008 | Richard Childress Racing | Chevrolet   | 16       | 14     |
| 2009 | Richard Childress Racing | Chevrolet   | 32       | 2      |
| 2010 | Richard Childress Racing | Chevrolet   | 5        | 7*     |
| 2011 | Richard Childress Racing | Chevrolet   | 7        | 42     |
| 2012 | Richard Childress Racing | Chevrolet   | 13       | 7      |
| 2013 | Richard Childress Racing | Chevrolet   | 3        | 42     |
| 2014 | Stewart-Haas Racing      | Chevrolet   | 38       | 13     |
| 2015 | Stewart-Haas Racing      | Chevrolet   | 11       | 2      |
| 2016 | Stewart-Haas Racing      | Chevrolet   | 9        | 4      |
| 2017 | Stewart-Haas Racing      | Ford        | 5        | 22*    |
| 2018 | Stewart-Haas Racing      | Ford        | 6        | 31     |
| 2019 | Stewart-Haas Racing      | Ford        | 3        | 26     |
| 2020 | Stewart-Haas Racing      | Ford        | 10       | 5      |
| 2021 | Stewart-Haas Racing      | Ford        | 8        | 4      |
| 2022 | Stewart-Haas Racing      | Ford        | 22       | 30     |
| 2023 | Stewart-Haas Racing      | Ford        | 13       | 12     |

## Palmarès
NASCAR Sprint Cup Series
- 1 volta  nella NASCAR Sprint Cup Series (2014)